# 白源站
白源站位于江西省萍乡市安源区白源街道，是沪昆铁路上的车站，并设有联络甲线至萍乡站老场。车站由南昌局集团宜春车务段管辖，不办理客运业务；货运办理整车和专用线货运到发作业，配有1台调度机车。车站目前设有2条正线、3条到发线；另设有1条调车线、3条牵出线、3条专用线，分别通往萍钢安源钢铁、江西煤业集团白源煤矿和中央储备粮萍乡直属库有限公司。
车站建于1956年6月，当年10月通车。当时站内设有3条股道，为四等站。1972年修建本站出岔的萍乡绕行线，1973年4月竣工。后又经过1978年扩建后车站设有3条股道。1986年车站修建白源煤矿专用线，1988年完工:251；2003年修建萍钢安源钢铁厂铁路专用线及交接场，2004年完工。交接场设3条到发线、1条存车线和1条到发兼机走线。萍钢安源钢铁厂专用线投用后，车站货运到发量猛增，车站于2006年4月升为三等站，后亦升至二等站。